# Бельбекский водозабор
Бельбе́кский водозабо́р — гидротехническое сооружение в Крыму на реке Бельбек для водоснабжения Севастополя. Запущен в эксплуатацию 18 марта 2021 года.

## География
Бельбекский водозабор находится в долине реки Бельбек, между посёлками Верхнесадовое и Фруктовое в районе Камышловского моста.
Вдоль гидроузла проходит автодорога 67Р-1, соединяющая вышеупомянутые сёла и входящая в состав региональной дороги Симферополь — Бахчисарай — Севастополь.
Бельбекский водозабор построен вплотную к существующему гидроузлу ГУ-10 и имеет общий с ним заезд с автодороги 67Р-1.

## История

### Строительство

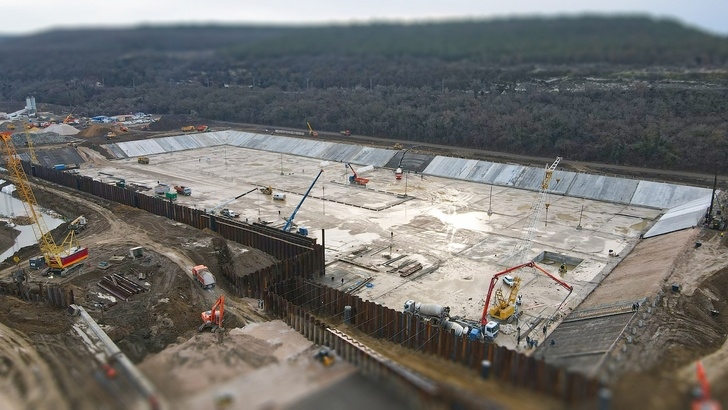
Строительство чаши бассейна, бетонные работы, январь 2021 года

Бельбекский водозабор построен строительными подразделениями российской армии.
Генеральным подрядчиком выступило строительное управление № 4 Минобороны России.
Стоимость работ составила 4,6 млрд рублей, которые были выделены из резервного фонда Правительства России.
Технический запуск в эксплуатацию был совершён 1 марта 2021 года.
Запуск в эксплуатацию был произведён 18 марта 2021 года.
17 февраля 2021 года река Бельбек была перепущена с обводного канала в штатное русло через возведённый ковшевой забор гидроузла при открытом шандоре плотины и закрытой задвижке окна заполнения бассейна.
3 марта 2021 года была долговременно опущена задвижка плотины. При этом, уровень воды в реке был поднят на 1,5 метра и шло штатное переливание через гребень плотны. Наполнение бассейна до этого уровня не производилось.
На 5 марта 2021 года бассейн был заполнен до уровня реки Бельбек при открытой задвижке плотины.
При опускании задвижки и открывании окна залива бассейна, уровень воды поднимался ещё на 1,5 метра и тем самым достигалось расчётное заполнение.
На 6 марта 2021 года бассейн был заполнен до уровня реки Бельбек при закрытой задвижке плотины. Задвижка бассейна полностью открыта. Таким образом, уровень воды в бассейне поднялся до 100%-й наполненности.
Осуществлялось бетонирование оснований насосов в здании очистных сооружений.
8 марта 2021 года в здание очистных сооружений были завезены шкафы автоматики,
9 марта 2021 года — производились работы с вентиляционными коробами.
10 марта 2021 года были запущены в тестовом режиме НС-1 и частично НС-2. Через очистные сооружения вода проходила по байпасу.
13 марта 2021 года был убран технологический мост для строительной техники «три трубы», завершён монтаж заборов и камер видеонаблюдения. Производилось заполнение проточных фильтров кварцевым песком. Завершено бетонирование оснований насосов.
17 марта 2021 года — возле плотины построена сцена для торжеств по поводу открытия.
В целом, на март 2021 года все здания были построены, осуществлялся монтаж очистных сооружений и «планировка» территории с её т. н. «чернением» слоем плодородного грунта и гидропосевом. Дороги были заасфальтированы, велась рекультивация почвы.
«Завершили строительство водозабора на реке Бельбек», — сказал министр обороны РФ Сергей Шойгу.
Запуск в эксплуатацию был совершён 18 марта 2021 года.
После перекрытия Северо-Крымского канала Бельбекский водозабор стал третьим объектом, позволяющим более полно использовать паводковый сток крымских рек в целях водоснабжения. Но, в отличие от Новоивановского гидроузла и восстановленного Льговского водохранилища, Бельбекский водозабор позволяет сохранять качество воды за счет транспортировки по трубопроводам и предварительной очистки.

### Эксплуатация
В планах на 2021 год было получить 10 млн м³.
К концу апреля водозабор дал Севастополю 1,5 млн м³ воды. К 25 мая объем достиг 2,6 млн м³ и превысил объём, забранный из трёх севастопольских озёр (Озеро Святого Климента, Гасфорта и в Кадыковском карьере).
По оценке губернатора Михаила Развожаева:
«Сегодня в нашем водохранилище 28 млн м³, мы точно проходим спокойно лето и осень, до конца года чувствуем себя уверенно. Будем рассчитывать, что погодные условия не будут такими, как в прошлом году. С осени опять будем все наши источники регулировать. И за несколько лет с помощью Бельбека мы сможем Чернореченское водохранилище вновь наполнить до максимальной отметки в 60 млн м³, которая нужна, чтобы город был полностью защищён».
5 июля 2021 года водозабор был отключен из-за подтопления одной из Севастопольских подстанций.
В ноябре 2021 года приступили к чистке водозабора.

## Характеристики
Основные характеристики Бельбекского водозабора:
- Достигнутый объём: 150 тыс. м³ (до 195 в максимуме).
- Номинальная водоотдача, когда на НС-2 в работе четыре насоса, один в резерве: 40 тыс. м³ в сутки[19], максимальная — 50 тыс. м³ в сутки[20];

Плотина переливного типа с шандором, высота плотины 1,5 м и ширина 29 м. Имеется 4 цилиндрических резервных накопителя чистой воды, каждый объёмом 1000 м³, высотой 12 и диаметром 10,43 метра.
- Площадь водного зеркала: 33 тыс. м².
- Глубина бассейна: 7,5 метра.
- Габариты бассейна: 230x160[21] метров.
- Электропитание: ЛЭП 6 кВ, обеспечивается трансформаторными подстанциями по обе стороны Бельбека.
- Рабочее давление в выходной водяной магистрали: ~20 атм.

В состав Бельбекского водозабора входят 3 насосные станции: станция первичного подъёма (НС-1), трубы от неё идут на очистные сооружения, проходя под руслом реки Бельбек; станция очистных сооружений (10 насосов, переливные фильтры, тонкослойные фильтры): магистральная (НС-2).
Также, в комплекс входят:
- дренажная система, включающая трубы длиной 1 км[22] по периметру водоёма, насос дренирования и сливную трубу. Сначала дренированные воды сливались в Бельбек, затем, с запуском насоса — в накопительный бассейн.
- Аккумулирующий резервуар сточных и ливневых вод, с системой шнуровой очистки (скиммеры[23]) на случай поверхностного разлива нефтепродуктов, и со сбором последних в специальный резервуар.
- Бассейны-отстойники, 5000 м³ (система рекуперации воды после промывки фильтров, позволяющая экономить до 10 % воды).
- Пешеходные мостики над плотиной и окном водозабора, несколько ворот, «Площадка перспективного развития», технологические дороги и дорожки на территории объекта.

### Окончание строительства
Специалисты Военно-строительного комплекса Минобороны России создали гидротехнический комплекс за 115 дней: укрепили русло, построили переливную дамбу, ковшовый водозабор, насосные станции первого и второго подъёмов, очистные сооружения, корпус для рециркуляции, резервуары хранения, административно-бытовое здание и автономные инженерные объекты очистки бытовых и поверхностных стоков. К строительству привлекалось более 740 человек и 280 единиц техники. Работы велись в три смены, мониторинг их выполнения осуществлялся в круглосуточном режиме Национальным центром управления обороной Российской Федерации.
В ходе первого этапа военными строителями 19 декабря прошлого года досрочно сдан первый, полностью автоматизированный водовод из Кадыковского карьера, позволяющий ежесуточно доставлять в Севастополь 15 тыс. м³ воды. Всего за 68 дней с учетом сложного ландшафта проложено более 10 км труб, построена уникальная плавучая насосная станция с шестью высокопроизводительными насосами российского производства.

### Функционирование
Речная вода из Бельбека по обустроенному руслу через затворы, регулирующие интенсивность потока, попадает в переливную дамбу и далее в аккумулирующий ковш. Пройдя систему рыбозащиты, вода идёт в насосную станцию первого подъема и перекачивается в очистные сооружения. В отстойниках с тонкослойными модулями осаждаются крупные частицы, затем идет процесс доочистки на скорых фильтрах. В целях экономии водного ресурса вода, которой промывают фильтры, повторно очищается на станции очистки промывных вод и возвращается обратно.
Чистая вода накапливается в резервуарах. Из них она поступает в насосную станцию второго подъема и оттуда по проложенному трубопроводу попадает в городской гидроузел.
Управление всеми гидротехническими процессами автоматизировано и ведется с диспетчерского пульта. По периметру комплекс ограждён и оснащён техническими средствами охраны.
В составе комплекса накопительный бассейн емкостью 150 тыс. кубических метров, аккумулирующий бассейн, плотина, рукав для доставки воды в Днепровский водовод, три насосных станции, а также комплекс водопроводных и локальных очистных сооружений, включая оборудование по очистке промывных вод, ливневых и бытовых стоков с аккумулирующими подземными резервуарами.
С учетом производительности нового водозабора, в Севастополь ежедневно будет доставляться около 65 тыс. кубометров воды в сутки.